# Francesco Forte
Francesco Forte (Busto Arsizio, 11 febbraio 1929 – Torino, 1º gennaio 2022) è stato un politico ed economista italiano.
Ha fatto parte del Partito Socialista Italiano.

## Biografia
Suo padre era Procuratore della Repubblica a Sondrio, e anche lui ha vissuto in quella città. Si definiva liberal socialista, infatti, dopo la scissione di palazzo Barberini, si iscrisse al partito socialdemocratico.
Nel 1947, vinto il concorso di alunno al Collegio Ghislieri di Pavia, si iscrisse alla Facoltà di Giurisprudenza dell'Università degli Studi di Pavia, frequentando anche alcuni corsi di Scienze politiche e soprattutto l'Istituto di Finanza dell'Università. Nel 1951 si laurea con lode e menzione per la stampa con una tesi in Scienza delle Finanze.
Nel 1954 divenne supplente di Ezio Vanoni, di cui era assistente, all'Università degli Studi di Milano.
Nel 1961 divenne professore ordinario di Scienza delle finanze all'Università degli Studi di Torino, dove fu chiamato a succedere a Luigi Einaudi da Einaudi stesso.
Fece parte del comitato scientifico dell'Istituto lombardo di studi economici e sociali e della Fondazione Luigi Einaudi di Torino.
Fu responsabile economico del Partito Socialista fino al 1982, quando divenne Ministro delle finanze del Governo Fanfani V. Nel Governo Craxi I fu ministro delle politiche comunitarie fino al 1985, quando si dimise per diventare sottosegretario delegato per gli interventi straordinari nel Terzo Mondo (contro la fame nel mondo). Ricoprì la stessa carica anche nel Governo Craxi II, fino al 1987.
Nel biennio 1984 - 1985 fu presidente della International Atlantic Economic Society.
Negli stessi anni è stato professore ordinario di Politica economica e di Scienza delle finanze all'Università La Sapienza di Roma.
Dal 1985 è presidente dell'associazione Politeia, e fa parte anche del suo Comitato Scientifico e Tecnico.
Nel 1987 è stato nominato presidente onorario dello International Institute of Public Finance.
È stato sindaco di Bormio (in provincia di Sondrio) dal 1988 al 1991.
È stato editorialista economico e collaboratore de Il Giorno, L'Espresso, Panorama, La Stampa, il Giornale, Il Sole-24 Ore, Italia Oggi, Libero, Il Foglio, L'Occidentale. È tra i curatori del "Dizionario del liberalismo italiano -Tomo II" edito da Rubbettino nel 2015.
Dal 2003 è professore emerito dell'Università La Sapienza di Roma, e professore a contratto alla facoltà di giurisprudenza dell'Università Mediterranea di Reggio Calabria.
È morto il 1º gennaio 2022 a Torino.

## Incarichi di governo
- Ministro delle finanze del Governo Fanfani V (1982 - 1983)
- Ministro senza portafoglio per il Coordinamento delle politiche comunitarie del Governo Craxi I (1983 - 1985)
- Sottosegretario agli Affari esteri per la fame nel mondo del Governo Craxi I (1985 - 1986)
- Sottosegretario agli Affari esteri per la fame nel mondo del Governo Craxi II (1986 - 1987)